# Hrušovany nad Jevišovkou-Šanov
Hrušovany nad Jevišovkou-Šanov je uzlová železniční stanice přibližně 3 kilometry jižně od města Hrušovany nad Jevišovkou poblíž obce Šanov v okrese Znojmo v Jihomoravském kraji, při řece Jevišovce, nedaleko hranic s Rakouskem. Leží na křižovatce neelektrizovaných jednokolejných tratí Brno – Hrušovany nad Jevišovkou-Šanov, Hrušovany nad Jevišovkou-Šanov – Hevlín a Břeclav–Znojmo.

## Historie
Stanice pod původním názvem Grußbach, resp. Hrušovany nad Jevišovkou, byla zprovozněna 15. září 1870 jako součást trati Rakouské společnosti státní dráhy (StEG) z Vídně do Brna přes Mistelbach, Lávu nad Dyjí a Střelice. Současně s hlavním úsekem otevřela StEG ve stejném datu i odbočnou trať do Znojma.
O dva roky později byla vybudována propojovací dráha na železniční uzel v Břeclavi, kudy od roku 1839 procházela starší železniční spojnice mezi Vídní a Brnem, do Hrušovan privilegovanou společností Dráha Břeclav–Mikulov–Hrušovany (k. k. privilegierte Lundenburg–Nikolsburg–Grußbacher Eisenbahn); pravidelný provoz zde byl zahájen 30. prosince 1872. Společnost vybudovala východně od původního nádraží vlastní stanici s kolejištěm. Tuto dráhu pak roku 1876 odkoupila Severní dráha císaře Ferdinanda (KFNB).
Po zestátnění KFNB v roce 1906 a StEG v roce 1908 obsluhovala stanici jedna společnost, Císařsko-královské státní dráhy (kkStB), po roce 1918 pak správu přebraly Československé státní dráhy.
V prosinci 2018 byla stanice přejmenována na Hrušovany nad Jevišovkou-Šanov, což reflektuje skutečnost, že obec Šanov je ke stanici mnohem blíže než město Hrušovany nad Jevišovkou a nádraží se navíc nachází na jejím katastrálním území.

## Popis a dostupnost
Nachází se zde čtyři jednostranná nástupiště, k příchodu k vlakům slouží úrovňové přechody přes koleje. Přes východní zhlaví vede nadchod pro pěší přístup od Šanova (z ul. Komenského). Ze stanice je vyvedeno několik nákladních vleček do průmyslové zóny jižně od Hrušovan.
Před stanicí na ul. Nádražní se nachází autobusová zastávka Hrušovany nad Jevišovkou, žel.st., obsluhovaná linkami IDS JMK č. 104 a 822, případně i autobusy náhradní dopravy.[zdroj?]
Ve stanici se nachází typizovaná patrová výpravní budova, třípodlažní patrový dům, výtopna, vodárna se dvěma nádržemi a sběrnou studní, sklad zboží s dřevěným štítem a rampami, lednice s dřevěným pláštěm a v přednádraží čerpací stanice se strojovnou (bez zařízení) a bytem pro strojníka. Budovy byly postaveny podle typizovaných projektů stavitele železnice inženýra Carla Rupperta a architekta Carla Schumanna.
Při zhlavích jsou stavědlové věže z třicátých let 20. století s elektromagnetickými přístroji (2017). V kolejišti jsou tři vodní jeřáby typu Spitzner.

### Výpravní budova
Architektem typizované výpravní budovy II. třídy je Carl Schumann. Typově stejné výpravní budovy jsou i ve Střelicích, Moravských Bránicích a Miroslavi, obdobné budovy s kratšími křídly také v Moravském Krumlově a Břežanech. Dvoupodlažní budova je postavena na půdorysu obdélníku a je zakončena sedlovou střechou s malým přesahem (francouzský vliv). Po stranách tříosého středového rizalitu, který byl orientován do ulice i k dráze, byla pětiosá křídla. Rizalit byl ukončen vysokým štítem s kruhovým oknem a lemovaný zubořezem. Fasáda byla hladce omítaná s rohovými neomítanými lizénami dělená členěnou kordonovou a hlavní římsou. Obdélná okna byla v cihelných neomítaných šambránách se segmentovým záklenkem. V bočních štítových fasádách nejsou okna (mimo kruhového okna ve štítu) z důvodu možnosti rozšíření objektu o další osovou část křídla. V přízemí rizalitu byl vestibul s okénkem pokladny. V křídlech byly umístěny čekárny na jedné straně a kanceláře a byty na druhé straně. V patře byl byt přednosty, nocležna a další byty. V dopravní kanceláři byl řídící přístroj RANK vyrobený firmou Siemens & Halske.

### Vodárna
Typizovaná vodárna je umístěna vedle výtopny. Vodárna je patrová tříosá budova s přízemními křídly, které přiléhají ke štítovým stranám. Zdobení a členění budovy odpovídá typizaci budov StEG. Ve štítech rámovaných zubořezem je kruhový otvor, sedlová střecha s malým přesahem, patro bylo dělené kordonovou římsou a okna byla v cihelných šambránách. Na obloucích, které jsou po vnitřním obvodu patrové budovy, jsou umístěny dvě kruhové kovové nádrže.

### Výtopna
Typizovaná tříkolejná podélná výtopna umístěná u vodárny je postavena na půdorysu obdélníku se sedlovou střechou. Vjezdové otvory jsou umístěny ve štítové straně a jsou ukončeny segmentovýn záklenkem. Ve štítu lemovaným zubořezem je kruhové okno. V okapových stěnách jsou obdélná okna. Fasáda je hladká a je pravidelně členěna lizénami.